# مشکوفی
مشکوفی غذایی است که با نشاسته، شیر، کره، شکر و سایر افزودنیها پخته می‌شود و معمولاً به عنوان دسر مصرف می‌شود. این یک دسر مازندرانی است و امروزه این گونه تهیه می‌شود اما در قدیم برطبق گواهی لغتنامهٔ دهخدا ظاهراً در نواحی دیگر هم معروف بوده است.